# Far Beyond Driven
| 전문가 평가          | 전문가 평가 |
| 평가 점수            | 평가 점수   |
| 출처                 | 점수        |
| -------------------- | ----------- |
| AllMusic             | [ 1 ]       |
| Entertainment Weekly | B+          |
| Rolling Stone        | [ 3 ]       |

《Far Beyond Driven》은 1994년 3월 22일에 발매한 미국의 헤비 메탈 밴드 판테라의 일곱 번째 스튜디오 음반이다. 판테라의 가장 빨리 팔린 음반으로, 빌보드 200에서 1위로 정점을 찍었고, 미국 음반 산업 협회로부터 플래티넘 인증을 받았다. 이 음반은 또한 캐나다 음반 산업 협회에 의해 플래티넘 인증을 받았다. 《Far Beyond Driven》은 밴드의 기타리스트인 대럴 애봇이 "다임백 대럴"로 인정받은 판테라의 첫 번째 음반으로, 《Vulgar Display of Power》가 발매되자마자 "다이아몬드 데럴"로 별명이 바뀌었다. 일본과 《Driven Downunder Tour '94 Souvenir Collection》 에디션은 포이즌 아이디어의 커버인 보너스 13번 트랙 〈The Badge〉를 포함하고 있다. 이 커버는 또한 《The Crow: Original Motion Picture Soundtrack》에도 실렸다.

## 커버 아트
오리지널 음반 커버에는 누군가의 항문에 드릴이 들어가는 모습이 담겨 있지만, 음반사는 이 드릴이 매출에 해를 끼치고 월마트나 카깃과 같은 매장에서 거부당할 것을 우려해 이를 거부했다. 그런 다음 밴드는 이 드릴을 사람 두개골의 전두엽에 넣는 드릴로 변경했다.

## 재발행
2014년 3월 24일, 20주년을 기념해 2디스크 디럭스 에디션 《Far Beyond Driven》이 발매되었다. 디스크 1은 원래 음반의 리메이크 버전이다. 디스크 2는 1994년 록 페스티벌의 판테라의 세트가 수록된 라이브 음반이다.

## 투어
판테라는 남미를 순회했고, 또 다른 "몬스터즈 오브 록" 청구서에 받아들여졌다. 1994년 6월 4일에 열린 이 축제에서 애벗 형제는 음악 잡지 《케랑!》의 기자들과 드러머 비니 폴에 대한 노골적인 만화 묘사를 놓고 난투극을 벌였다. 그 후 6월 말, 필 안젤모는 팬들이 무대에 오르는 것을 막은 후 경비원을 때린 혐의로 폭행죄로 기소되었고, 안젤모는 다음날 5천 달러의 보석금을 내고 풀려났다. 재판이 세 번이나 연기되었다. 1995년 5월에는 법정에서 사과하고 폭행미수죄를 인정하여 100시간의 사회봉사 처분을 받았다. 판테라는 1994년에 영국 투어를 계속했고 결국 미국에서 그 밴드를 끝냈다. 그 밴드는 동료 헤비 메탈 밴드인 프롱에 의해 오픈되었다. 《Far Beyond Driven》의 투어 역시 1994년 11월부터 12월까지 처음으로 판테라를 호주와 뉴질랜드로 데려갔다.

## 곡 목록
모든 곡들은 특별한 언급이 없는 한 다임백 대럴, 비니 폴, 필 안젤모 그리고 렉스 브라운에 의해 작사/작곡하였다.
| #   | 제목                                   | 작사·작곡                                        | 재생 시간 |
| --- | -------------------------------------- | ------------------------------------------------ | --------- |
| 1.  | 〈Strength Beyond Strength〉           |                                                  | 3:38      |
| 2.  | 〈Becoming〉                           |                                                  | 3:05      |
| 3.  | 〈5 Minutes Alone〉                    |                                                  | 5:47      |
| 4.  | 〈I'm Broken〉                         |                                                  | 4:24      |
| 5.  | 〈Good Friends and a Bottle of Pills〉 |                                                  | 2:52      |
| 6.  | 〈Hard Lines, Sunken Cheeks〉          |                                                  | 7:01      |
| 7.  | 〈Slaughtered〉                        |                                                  | 3:56      |
| 8.  | 〈25 Years〉                           |                                                  | 6:05      |
| 9.  | 〈Shedding Skin〉                      |                                                  | 5:36      |
| 10. | 〈Use My Third Arm〉                   |                                                  | 4:51      |
| 11. | 〈Throes of Rejection〉                |                                                  | 5:01      |
| 12. | 〈Planet Caravan (블랙 사바스 커버)〉  | 기저 버틀러, 토니 아이오미, 오지 오스본, 빌 워드 | 4:03      |

## 인증
| 국가                       | 인증     | 판매량/출하량 |
| -------------------------- | -------- | ------------- |
| 오스트레일리아 (ARIA)      | 플래티넘 | 70,000^       |
| 캐나다 (뮤직 캐나다)       | 플래티넘 | 100,000^      |
| 일본 (RIAJ)                | 골드     | 100,000^      |
| 영국 (BPI)                 | 골드     | 100,000^      |
| 미국 (RIAA)                | 플래티넘 | 1,000,000^    |
| ^출하량을 기반으로 한 인증 |          |               |